# Ведріян
Ведріян (словен. Vedrijan) — поселення в общині Брда, Регіон Горишка, Словенія. Висота над рівнем моря: 247,6 м.